# Seništa
Seništa ou Sjeništa (en serbe cyrillique : Сеништа ou Сјеништа) est un village de Serbie situé dans la municipalité de Nova Varoš, district de Zlatibor. Au recensement de 2011, il comptait 228 habitants.

## Démographie

### Évolution historique de la population
| 1948 | 1953 | 1961 | 1971 | 1981 | 1991 | 2002 | 2011 |
| ---- | ---- | ---- | ---- | ---- | ---- | ---- | ---- |
| 864  | 851  | 866  | 623  | 475  | 359  | 262  | 228  |

|  |